# Akella
Akella è un'azienda russa specializzata nella pubblicazione, nello sviluppo e nella distribuzione di videogiochi e prodotti multimediali.

## Storia
I fondatori di Akella si incontrarono nel 1993 e decisero di avviare una società insieme, così nel 1995 nacque Akella. La società è composta da cinque team di sviluppo, una casa editrice, un centro di distribuzione, un team di localizzazione e un reparto di garanzia di qualità, in totale, circa 300 persone lavorano nell'azienda.

## Etimologia
L'azienda prende il nome dal personaggio di Akela, il lupo del libro Il libro della giungla di Rudyard Kipling; il logo dell'azienda è infatti un lupo.

## Giochi
| Anno | Nome                                               | Piattaforma | Sviluppo                                                        | Pubblicazione                     |
| ---- | -------------------------------------------------- | ----------- | --------------------------------------------------------------- | --------------------------------- |
| 2000 | Sea Dogs                                           | PC          | Akella                                                          | Bethesda Softworks                |
| 2001 | Il Mistero dei Druidi                              | PC          | House of Tales Entertainment                                    | Akella                            |
| 2001 | Age of Sail ii                                     | PC          | Akella                                                          | Bethesda Softworks                |
| 2002 | Privateers Bounty: Age of Sail II                  | PC          | Akella                                                          | 1C                                |
| 2003 | La maledizione della prima luna                    | PC, Xbox    | Akella                                                          | Bethesda Softworks e 1C           |
| 2004 | Sabotain: Break the Rules                          | PC          | Avalon Style Entertainment                                      | Akella                            |
| 2005 | Postal 2: Corkscrew Rules                          | PC          | Akella                                                          | Akella                            |
| 2005 | Metalheart: Replicants Rampage                     | PC          | Numlock Software                                                | DreamCatcher Interactive e Akella |
| 2006 | Evil Days of Luckless John                         | PC          | Centauri Production                                             | Cinemax e Akella                  |
| 2006 | Tanita: Plasticine Dream                           | PC          | Trickster Games                                                 | Akella                            |
| 2006 | Age of Pirates: Caribbean Tales                    | PC          | Akella                                                          | 1C                                |
| 2007 | Tarr Chronicles: Sign of Ghosts                    | PC          | Quazar Studio                                                   | Akella                            |
| 2007 | Galactic Assault: Prisoner of Power                | PC          | Wargaming.net                                                   | Akella                            |
| 2007 | Inhabited Island: Prisoner of Power                | PC          | Orion                                                           | Akella                            |
| 2007 | Hard to be a God (Video Game)                      | PC          | Burut CT                                                        | Nobilis e Akella                  |
| 2007 | Swashbucklers: Blue vs Grey                        | PC          | Akella                                                          | 1C                                |
| 2007 | Empire above all                                   | PC          | Icehill                                                         | Akella                            |
| 2007 | Inhabited Island: The Earthling                    | PC          | Step Creative Group                                             | Akella                            |
| 2007 | Dead Mountaineer's Hotel                           | PC          | Electronic Paradise                                             | Akella                            |
| 2008 | Euro Truck Simulator                               | PC          | SCS Software                                                    | Akella                            |
| 2009 | A Stroke of Fate: Operation Valkyrie               | PC          | SPLine                                                          | Akella                            |
| 2009 | A Stroke of Fate: Operation Bunker                 | PC          | SPLine                                                          | Akella                            |
| 2009 | Age of Pirates 2: City of Abandoned Ships          | PC          | Akella                                                          | Playlogic                         |
| 2009 | PT Boats: Knights of the Sea                       | PC          | Akella                                                          | Battlefront.com e Akella          |
| 2010 | Disciples III Renaissance                          | PC          | .dat                                                            | Kalypso Media e Akella            |
| 2010 | PT Boats: South Gambit                             | PC          | Akella                                                          | Battlefront.com e Akella          |
| 2011 | Disciples III: Resurrection                        | PC          | .dat                                                            | Akella                            |
| 2011 | Postal 3                                           | PC          | TrashMasters Studios (co-sviluppatore di Running with Scissors) | Akella                            |
| 2012 | Disciples 3: Resurrection                          | PC          | Akella                                                          | Akella                            |
| 2012 | Chernobyl Commando                                 | PC          | Akella                                                          | Akella                            |
| 2015 | Sea Dogs (videogioco) Remastered                   | PC          | Akella                                                          | Akella                            |
| 2016 | Sea Dogs: To Each His Own - The Caleuche           | PC          | Akella                                                          | Akella                            |
| 2016 | Sea Dogs: To Each His Own                          | PC          | Akella                                                          | Akella                            |
| 2016 | Age Of Pirates: Caribbean Tales                    | PC          | Akella                                                          | Akella                            |
| 2016 | Sea Dogs: To Each His Own - The Final Lesson       | PC          | Akella                                                          | Akella                            |
| 2016 | Sea Dogs: To Each His Own - Flying the Jolly Roger | PC          | Akella                                                          | Akella                            |
| 2017 | Sea Dogs: To Each His Own - Hero of The Nation     | PC          | Akella                                                          | Akella                            |